# Rita Donagh
Rita Donagh   (Wednesbury, 30 d'abril de 1939) és una artista anglesa, coneguda per les seves pintures realistes i el seu dibuix minuciós. Entre 1954 i 1956, es va formar a les classes de dibuix al natural del Bilston College of Further Education. El 1962, es va llicenciar en Belles Arts en la Universitat de Newcastle upon Tyne on va tenir com a professor a Richard Hamilton amb qui es va casar el 1991. Ha compaginat la pràctica artística amb la docència a diferents centres educatius de Newcastle, Londres, Oxford i Liverpool.
L'any 1969 es va comprar una casa a Cadaqués amb Hamilton on feien estades llargues i hi treballaven i per on van passar artistes com Dieter Roth, Hanna Wilke i Hanna Kluge. El 1973 va participar en la exposició homenatge a Peter Harnden organitzada per Lanfranco Bombelli en l'antiga fàbrica d'anxoves que va donar lloc a la Galeria Cadaqués, d'on va sortir la sèrie de serigrafies Cadaques Portfolio One on Rita va presentar la serigrafia Duration and Extent.
La seva obra es política, tractant temes de dret civil i Irlanda. Des de 1977 la seva obra incorpora fotografies sobre moments rellevants de transformació social.